# Tigers de Détroit
 Saison 2025 des Tigers de Détroit
Les Tigers de Détroit (en anglais : Detroit Tigers) sont une franchise de baseball basée à Détroit évoluant dans la Ligue majeure de baseball. Les Tigers sont l'une des quatre franchises fondatrices de la Ligue américaine toujours localisées dans la même ville.

## Palmarès
- Champion de la Série mondiale (4) : 1935, 1945, 1968, 1984.
- Champion de la Ligue américaine (11) : 1907, 1908, 1909, 1934, 1935, 1940, 1945, 1968, 1984, 2006, 2012.
- Titres de division (7) : 1972, 1984, 1987, 2011, 2012, 2013, 2014.
- Meilleur deuxième : 2006.

## Histoire

### Les débuts
La franchise est fondée en 1894, mais adopte son nom actuel en 1901. Elle doit son surnom à une ancienne unité militaire basée à Détroit (Detroit Light Guard) qui était surnommée les Tigers et qui fut très active durant certaines batailles de la Guerre de Sécession. La même année, les Tigers se joignent à la Ligue américaine. Les Tigers jouèrent leur premier match en ligue majeure le 25 avril 1901 contre les Brewers de Milwaukee devant 10 000 spectateurs au Bennett Park. Menés 13-4 en neuvième manche, les Tigers effectuent un retour stupéfiant au cours de la dernière manche pour remporter la rencontre 14-13. Détroit termine finalement troisième sur huit en Ligue américaine en 1901.

### L'ère Ty Cobb

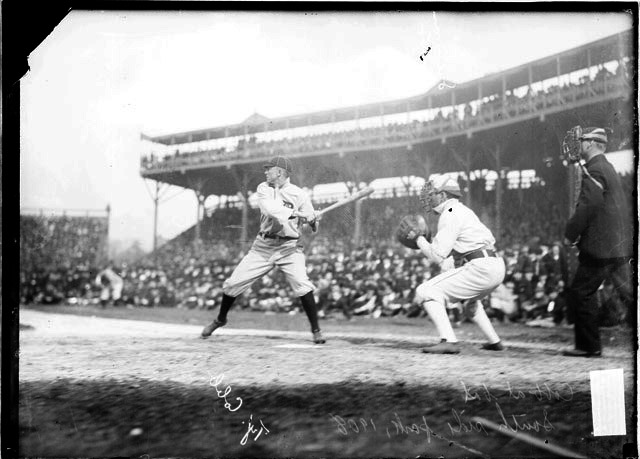
Ty Cobb

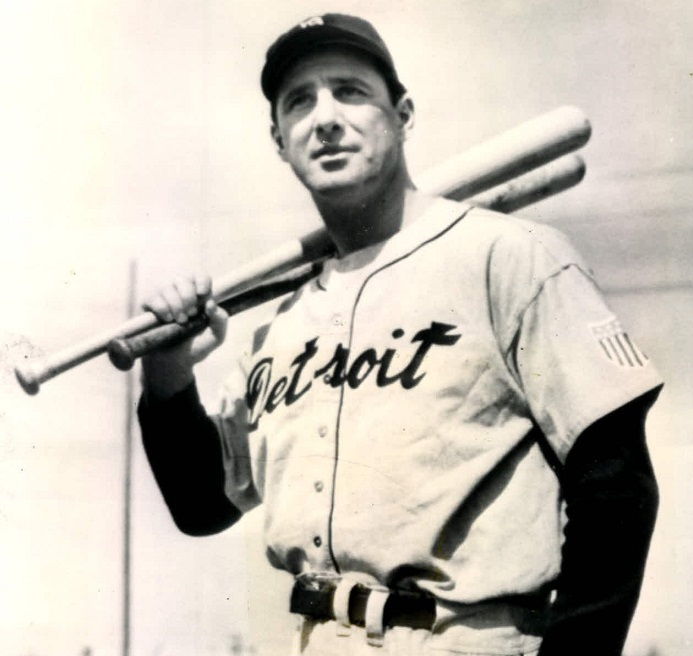
Hank Greenberg

Ty Cobb est recruté par les Tigers en 1905. Craint et détesté par ses adversaires et ses coéquipiers, Cobb permet à la franchise de conquérir ses premiers trophées avec trois fanions de la Ligue américaine consécutifs de 1907 à 1909. En revanche, les Tigers s'inclinent les trois fois en Série mondiale malgré les Sam Crawford, Hughie Jennings, Bill Donovan et autres George Mullin.
Cobb glane douze titres de la meilleure moyenne au bâton, une triple couronne et un titre de meilleur joueur de la Ligue américaine en jouant avec les Tigers de 1905 à 1926 devenant même gérant-joueur de 1919 à 1926.
Les Tigers inaugurent le Tiger Stadium en 1912 qui remplace le Bennett Park.

### Les premiers titres (1935 et 1945)
Détroit retrouve le haut du classement au milieu des années 1930 sous la conduite de joueurs comme Mickey Cochrane, Hank Greenberg et Charlie Gehringer. Vainqueur d'un nouveau championnat de la ligue américaine en 1934, les Tigers remportent leur première Série mondiale la saison suivante (1935) en s'imposant par quatre victoires à deux face aux Cubs de Chicago en série.
Après ce titre, les Tigers replongent au milieu du classement à l'exception de la saison 1940 au cours de laquelle Détroit remporte un nouveau championnat de la Ligue américaine avant de s'incliner en Série mondiale face aux Reds de Cincinnati.
Avec Hank Greenberg, Virgil Trucks, Hal Newhouser et Dizzy Trout, les Tigers enlèvent le titre en 1945 en écartant en série les Cubs de Chicago en sept matches.

### Le troisième titre (1968)

Logo (1968-1993)

Les Tigers remportent un nouveau titre en 1968 en signant 103 victoires en saison régulière puis en s'imposant en sept matches en Série mondiale contre les Cardinals de Saint-Louis. Au cours de la saison régulière, le lanceur Denny McLain signe plus de trente victoires (31). Depuis 1934, aucun lanceur n'était parvenu à un tel résultat ; cet exploit de Denny McLain n'a jamais été réédité depuis dans le baseball majeur depuis.

### Le quatrième titre (1984)
Fin 1983, John Fetzer, propriétaire de la franchise depuis 1957, la cède à Tom Monaghan. Dans la foulée, les Tigers signent un excellent début de saison avec 35 victoires contre seulement 5 défaites, pour finir avec un record de franchise de 104 victoires.
En série, les hommes de Sparky Anderson, de 1979 à 1995, écartent successivement les Royals de Kansas City puis les Padres de San Diego pour remporter sa quatrième Série mondiale.

### Les Tigers aujourd'hui

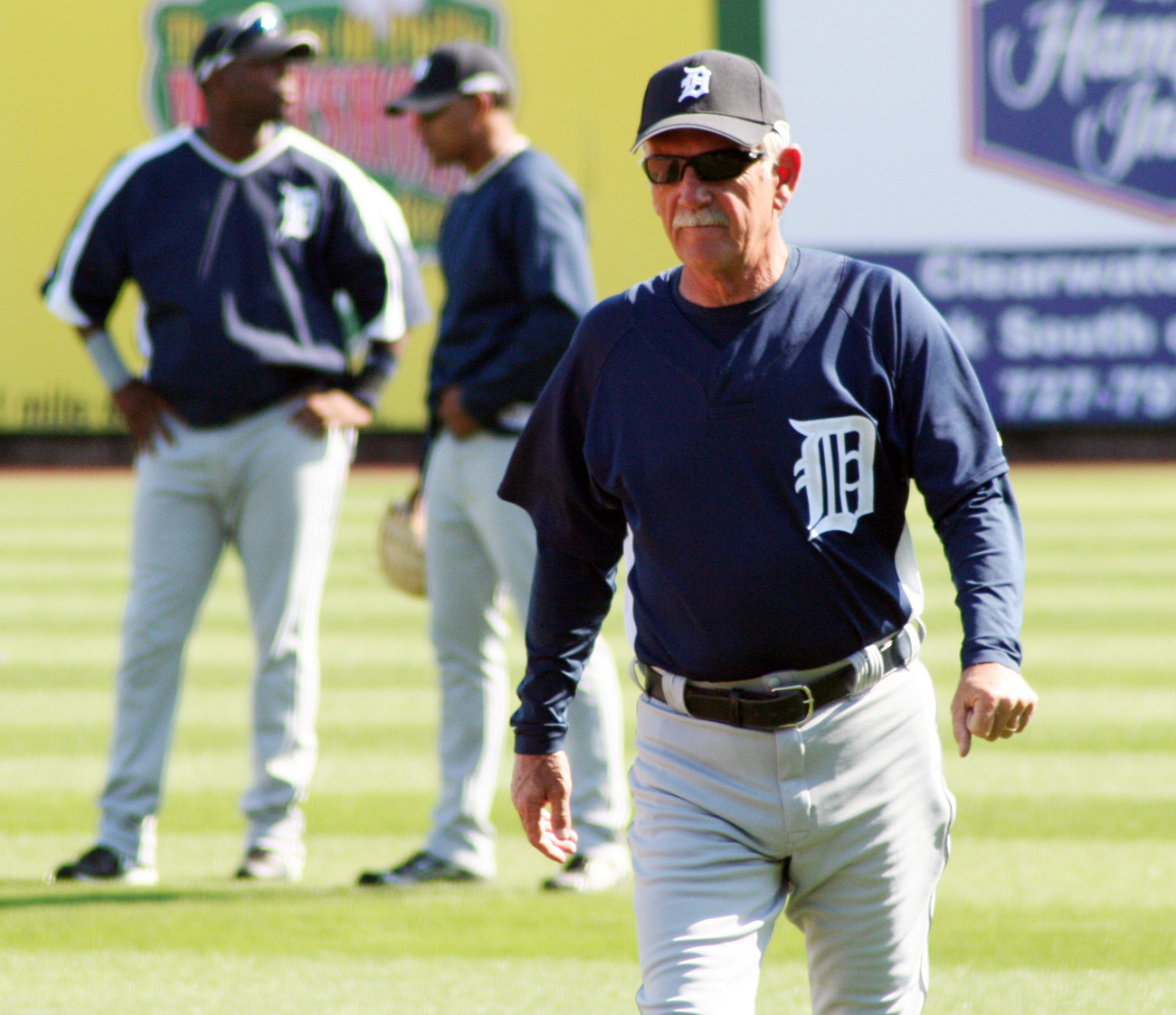
Jim Leyland

Le Tiger Stadium est abandonné en 1999 au profit d'un nouveau stade, le Comerica Park, inauguré le 11 avril 2000.
Les Tigers retournent en Série mondiale en 2006 sous la conduite du gérant Jim Leyland. À la surprise générale, les Cardinals de Saint-Louis s'imposent.
En 2007, les Tigers sont distancés par les Indians de Cleveland en fin de saison dans la division centrale de la Ligue américaine. Malgré cet échec explicable en partie par des blessures, nombre de spécialistes placent désormais les Tigers comme favoris de cette division en 2008. Un sondage effectué auprès des trente gérants de la MLB donne même les Tigers comme numéro deux derrière les Red Sox de Boston pour la victoire en Série mondiale. Mais il faudra attendre 2012 pour que les Tigers retournent en Série mondiale, mais ce sera pour s'incliner contre les surprenants Giants de San Francisco.

## Effectif actuel
|  |  |  |  |

## Trophées et honneurs individuels

### Tigers au Temple de la renommée

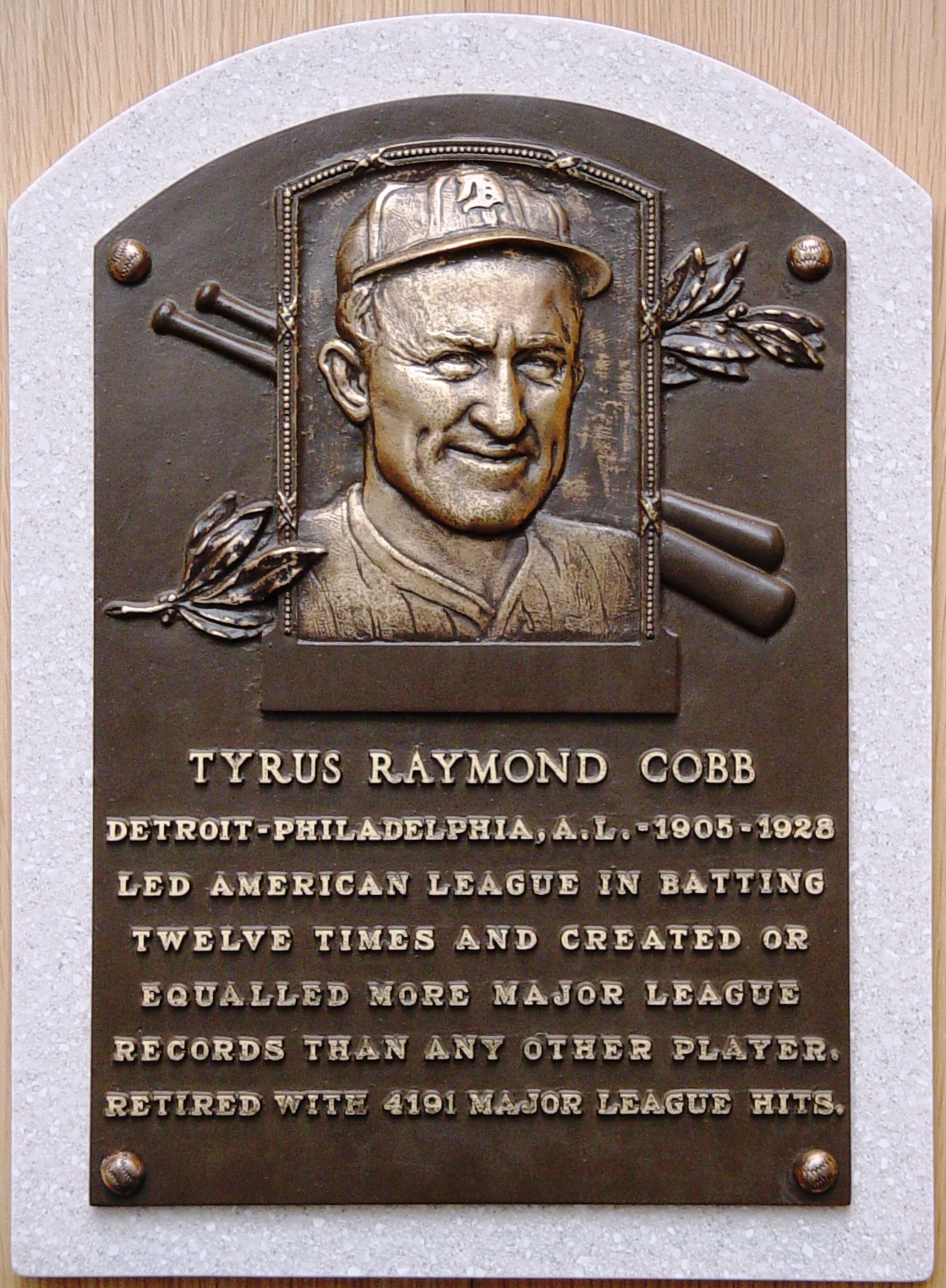
Mémorial de Ty Cobb au Temple de la renommée

| - Sparky Anderson, gérant, 1979-1995 - Jim Bunning, lanceur, 1955-1963 - Ty Cobb, champ extérieur, 1905-1926 - Mickey Cochrane, receveur, 1934-1937; manager, 1934-1938 - Sam Crawford, champ extérieur, 1903-1917 - Charlie Gehringer, 2e but, 1924-1942 - Goose Goslin, champ extérieur, 1934-1937 - Hank Greenberg, 1er but, 1930-1946 |  | - Harry Heilmann, champ extérieur, 1914-1929 - Hughie Jennings, gérant, 1907-1920 - Al Kaline, champ extérieur, 1953-1974 - George Kell, 3e but, 1946-1952 - Jim Leyland, gérant, 2006-2013 - Heinie Manush, champ extérieur, 1923-1927 - Jack Morris, lanceur, 1977-1990 - Hal Newhouser, lanceur, 1939-1953 - Alan Trammell, arrêt-court, 1977-1996 |

| - Earl Averill, champ extérieur, 1939-1940 - Ed Barrow, gérant, 1903-1904 - Larry Doby, champ extérieur, 1959 - Bucky Harris, 2e but, 1929, 1931; manager, 1929-1933, 1955-1956 |  | - Waite Hoyt, lanceur, 1930-1931 - Eddie Mathews, 3e but, 1967-1968 - Al Simmons, champ extérieur, 1936 - Sam Thompson, champ extérieur, 1906 |

### Numéros retirés
- 1. Lou Whitaker, 2e but 1977-95
- 2. Charlie Gehringer, 2e but 1924-42, instructeur 1942, directeur général 1951-53
- 5. Hank Greenberg, 1er but 1930-46
- 6. Al Kaline, champ extérieur 1953-74
- 10. Jim Leyland, gérant 2006-13
- 11. Sparky Anderson, gérant 1979-96
- 16. Hal Newhouser, lanceur 1939-53
- 23. Willie Horton (en), champ extérieur 1963-77
- 47. Jack Morris, lanceur 1977-90
- 3. Alan Trammell, arrêt-court 1977-96, instructeur 1999, gérant 2003-05

- Ty Cobb, champ extérieur 1905-26 ; gérant 1921-26
- Harry Heilmann, champ extérieur 1914-29
- Heinie Manush (en), champ extérieur 1923-27
- Hughie Jennings (en), gérant 1907-20
- Sam Crawford, champ extérieur 1903-17
- Mickey Cochrane, receveur 1934-37 ; gérant 1934-38
- George Kell (en), 3e but 1946-52

- 42. Jackie Robinson, retiré par la MLB

Les noms de Ty Cobb, Harry Heilmann, Heinie Manush, Hughie Jennings, Sam Crawford, Mickey Cochrane et George Kell figurent sur la liste des numéros retirés bien que la numérotation de joueurs n'était pas en usage à l'époque où ils jouaient.

### Autres trophées et honneurs
| - MVP de la saison (depuis 1911) : - Ty Cobb (1911) - Mickey Cochrane (1934) - Hank Greenberg (1935 et 1940) - Hal Newhouser (1944 et 1945) - Denny McLain (1968) - Willie Hernandez (1984) - Justin Verlander (2011) - Miguel Cabrera (2012 et 2013) |  | - Trophée Cy Young (depuis 1956) : - Denny McLain (1968 et 1969) - Willie Hernandez (1984) - Justin Verlander (2011) - Max Scherzer (2013) - Manager de l'année (depuis 1983) : - Sparky Anderson (1984 et 1987) - Jim Leyland (2006) |  | - Prix Roberto Clemente (depuis 1971) : - Al Kaline (1973) - Recrue de l'année (depuis 1947) : - Harvey Kuenn (1953) - Mark Fidrych (1976) - Lou Whitaker (1978) - Justin Verlander (2006) |

## Managers des Tigers
| Nom              | Saisons          | Vic.déf. | %     |
| ---------------- | ---------------- | -------- | ----- |
| George Stallings | 1901             | 74–61    | .548  |
| Frank Dwyer      | 1902             | 52–83    | .385  |
| Ed Barrow        | 1903–04          | 97–117   | .453  |
| Bobby Lowe       | 1904             | 30–44    | .405  |
| Bill Armour      | 1905–06          | 150–152  | .497  |
| Hughie Jennings  | 1907–20          | 1131–972 | .538  |
| Ty Cobb          | 1921–26          | 479–444  | .519  |
| George Moriarty  | 1927–28          | 150–157  | .489  |
| Bucky Harris     | 1929–33, 1955–56 | 516–557  | .481  |
| Del Baker        | 1933, 1938–42    | 358–317  | .530  |
| Mickey Cochrane  | 1934–38          | 413–297  | .582  |
| Cy Perkins       | 1937             | 6–9      | .400  |
| Steve O'Neill    | 1943–48          | 509–414  | .551  |
| Red Rolfe        | 1949–52          | 278–256  | .521  |
| Fred Hutchinson  | 1952–54          | 155–235  | .397  |
| Jack Tighe       | 1957–58          | 99–104   | .488  |
| Bill Norman      | 1958–59          | 58–64    | .475  |
| Jimmy Dykes      | 1959–60          | 118–115  | .506  |
| Billy Hitchcock  | 1960             | 1–0      | 1.000 |

| Nom                                          | Saisons   | Vic.déf.  | %     |
| -------------------------------------------- | --------- | --------- | ----- |
| Joe Gordon                                   | 1960      | 26–31     | .456  |
| Bob Scheffing                                | 1961–63   | 210–173   | .548  |
| Chuck Dressen                                | 1963–66   | 221–189   | .539  |
| Bob Swift                                    | 1965–1966 | 56–43     | .566  |
| Frank Skaff                                  | 1966      | 40–39     | .506  |
| Mayo Smith                                   | 1967–1970 | 363–285   | .560  |
| Billy Martin                                 | 1971–1973 | 253–208   | .549  |
| Joe Schultz                                  | 1973      | 9–10      | .473  |
| Ralph Houk                                   | 1974–1978 | 363–443   | .450  |
| Les Moss                                     | 1979      | 27–26     | .509  |
| Dick Tracewski                               | 1979      | 2–0       | 1.000 |
| Sparky Anderson                              | 1979–1995 | 1331–1248 | .516  |
| Buddy Bell                                   | 1996–1998 | 184–277   | .399  |
| Larry Parrish                                | 1998–1999 | 82–104    | .441  |
| Phil Garner                                  | 2000–2002 | 145–185   | .439  |
| Luis Pujols                                  | 2002      | 55–100    | .355  |
| Alan Trammell                                | 2003–2005 | 186–300   | .383  |
| Jim Leyland                                  | 2006–2013 | 700–597   | .540  |
| Brad Ausmus                                  | 2014-2017 | 314-332   | .486  |
| Ron Gardenhire                               | 2018      | 111-212   | .344  |
| Données arrêtées à la fin de la saison 2019. |           |           |       |

## Les propriétaires des Tigers
Mike Ilitch est propriétaire des Tigers depuis 1992. Le fondateur de Little Caesar's a acheté la franchise à Tom Monaghan, créateur de Domino's Pizza, pour 80 millions de dollars.
| \| Nom \| Années \| \| ------------------ \| ----------- \| \| George Vanderbeck \| 1894-1900 \| \| James D. Burns \| 1901 \| \| Samuel F. Angus \| 1902-1903 \| \| William Yawkey \| 1904-1907 \| \| Frank Navin \| 1908-1935 \| \| Walter Briggs, Sr. \| 1935-1952 \| \| Walter Briggs, Jr. \| 1952-1956 \| \| Fred Knorr \| 1956-1960 \| \| John Fetzer \| 1956-1983 \| \| Tom Monaghan \| 1983-1992 \| \| Mike Ilitch \| depuis 1992 \| |             |
| Nom | Années      |
| George Vanderbeck | 1894-1900   |
| James D. Burns | 1901        |
| Samuel F. Angus | 1902-1903   |
| William Yawkey | 1904-1907   |
| Frank Navin | 1908-1935   |
| Walter Briggs, Sr. | 1935-1952   |
| Walter Briggs, Jr. | 1952-1956   |
| Fred Knorr | 1956-1960   |
| John Fetzer | 1956-1983   |
| Tom Monaghan | 1983-1992   |
| Mike Ilitch | depuis 1992 |

## Fans célèbres
| - Tom Selleck - Tim Allen - Jeff Daniels - Jerome Bettis - Steve Yzerman |  | - Kid Rock - Kenny Rogers - Charles Gibson - Chauncey Billups - Eminem |  | - Obie Trice - Len Lesser - Michael Moore - Elmore Leonard - Alice Cooper |  | - Michael J. Fox - Madonna - Ari Gold - Jack White |  |  |

## Affiliations en ligues mineures
| Niveau | Franchise                  | Ligue                      | Ville                | État                   | Affilié depuis |
| ------ | -------------------------- | -------------------------- | -------------------- | ---------------------- | -------------- |
| AAA    | Mud Hens de Toledo         | Ligue internationale       | Toledo               | Ohio                   | 1987           |
| AA     | SeaWolves d'Érié           | Eastern League             | Érié                 | Pennsylvanie           | 2001           |
| A+     | Whitecaps de West Michigan | Midwest League             | Comstock Park        | Michigan               | 1987           |
| A-     | Flying Tigers de Lakeland  | Ligue de l'État de Floride | Lakeland             | Californie             | 1963           |
| Rookie | FCL Tigers                 | Florida Complex League     | Lakeland             | Californie             | 1995           |
| Rookie | DSL Tigers 1               | Dominican Summer League    | San Pedro de Macorís | République dominicaine | 1992           |
| Rookie | DSL Tigers 2               | Dominican Summer League    | San Pedro de Macorís | République dominicaine | 2018           |